# Putzholz
Als Putzholz wird in der Uhrmacherei ein zugespitztes rundes Hölzchen aus Buchsbaum oder Spindelstrauch bezeichnet, das bis heute zum Reinigen von Lagerbohrungen, Ölsenkungen und Trieben benutzt wird. Früher wurde Putzholz auch in anderen Handwerken zu verschiedenen Zwecken eingesetzt.
Putzhölzer werden allgemein für alle Reinigungsarbeiten an empfindlichen metallenen Oberflächen eingesetzt, bei denen Werkzeuge aus Metall zu Beschädigungen führen würden. Auch dienen Putzhölzer zum Manipulieren an und von empfindlichen Kleinteilen in der Uhrmacherei, Fein- und Feinstmechanik. Bei Arbeiten mit z. B. Batterien und Knopfzellen wird durch Verwendung von Putzhölzern elektrischer Kurzschluss vermieden.

## Anwendungsbeispiele
Bei einem Reinigungsvorgang einer mechanischen Großuhr müssen alle Lagerbohrungen zusammen mit den Ölsenkungen, in denen sich leicht Verkrustungen festsetzen, ausgeputzt werden. Dazu wird ein Stück Putzholz mittels eines scharfen Messers zugespitzt, in die Bohrung eingeführt, darin gedreht und herausgezogen. Dieser Vorgang wird solange wiederholt, bis das Holz vollkommen sauber herauskommt.
In ähnlicher Weise werden die Zahnlücken der Triebe geputzt und auf Rostspuren untersucht. Solche können mit einem Poliermittel und Putzholz entfernt werden. Anschließend muss das betreffende Teil erneut gereinigt werden, um jeden Rest des Poliermittels wieder zu entfernen.
Die Putzhölzer für Uhrmacher erhält man in Durchmessern von 2 mm bis 6 mm.